# ターンマーク
ターンマークとは、競艇において競艇場の水面に設置されているブイのこと。
ターンマークは概ね300メートルの対角線上に配置されていて、スタートして最初に旋回するターンマークを「第1ターンマーク」、バックストレッチを走行したのちに旋回するブイを「第2ターンマーク」と呼ぶ。
ターンマークの形状はソフトクリームのような形をしていて、赤白の配色が施してある。高さは約110cm、幅は約100cm。分厚いゴムで出来ており、最下部にはフックが付いていて、アンカーを止めて固定している。ターンマークの内側には、ターンマーク付近で生じる波の影響を減衰させるため、高密度ポリエチレン製の消波装置が設けられるのが一般的。
競走（レース）中、選手たちはターンマークの外側を旋回しなければならない。ターンマークの内側に入った場合はその時点で不良航法とみなされて失格となる。

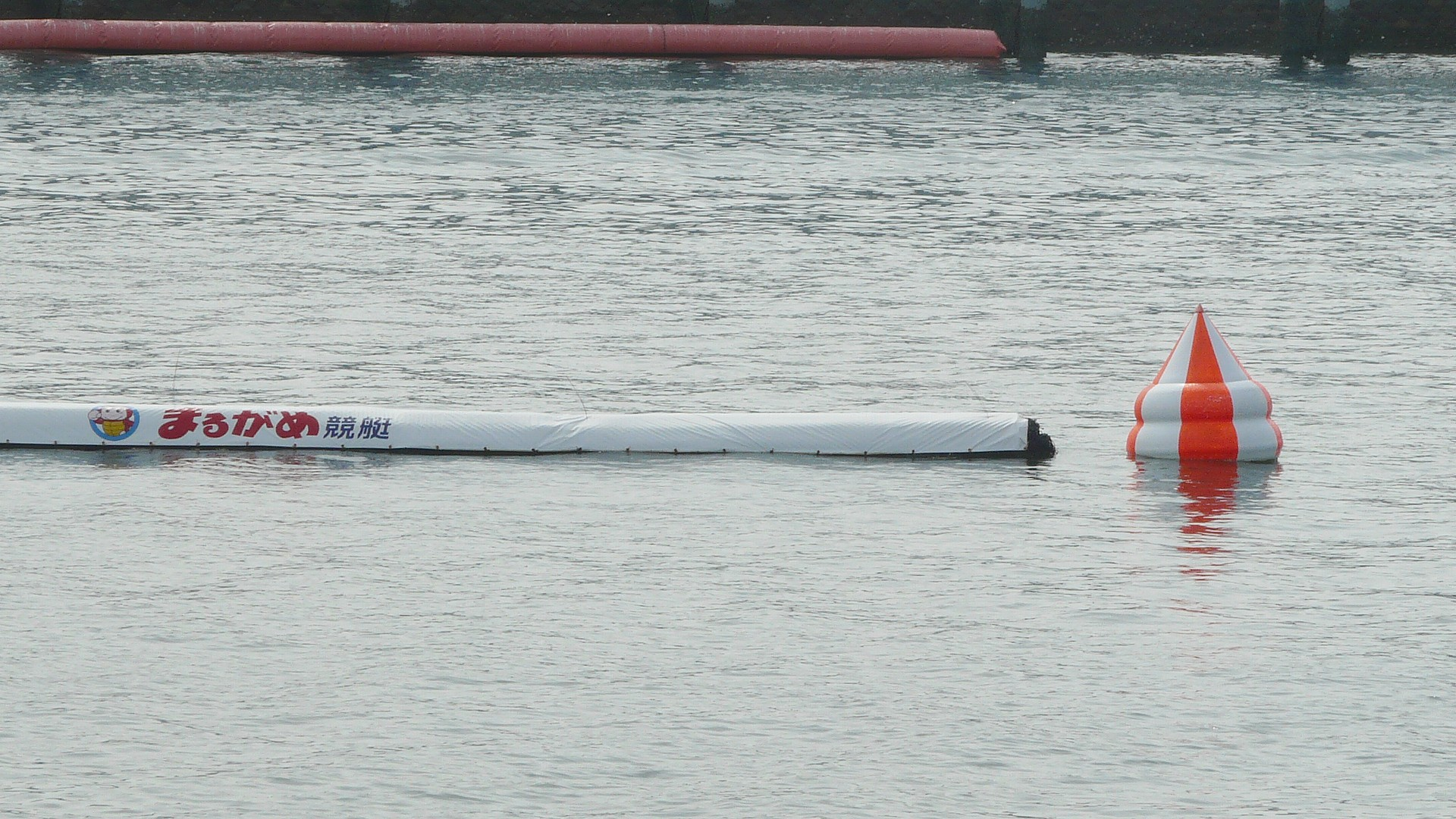
第1ターンマーク
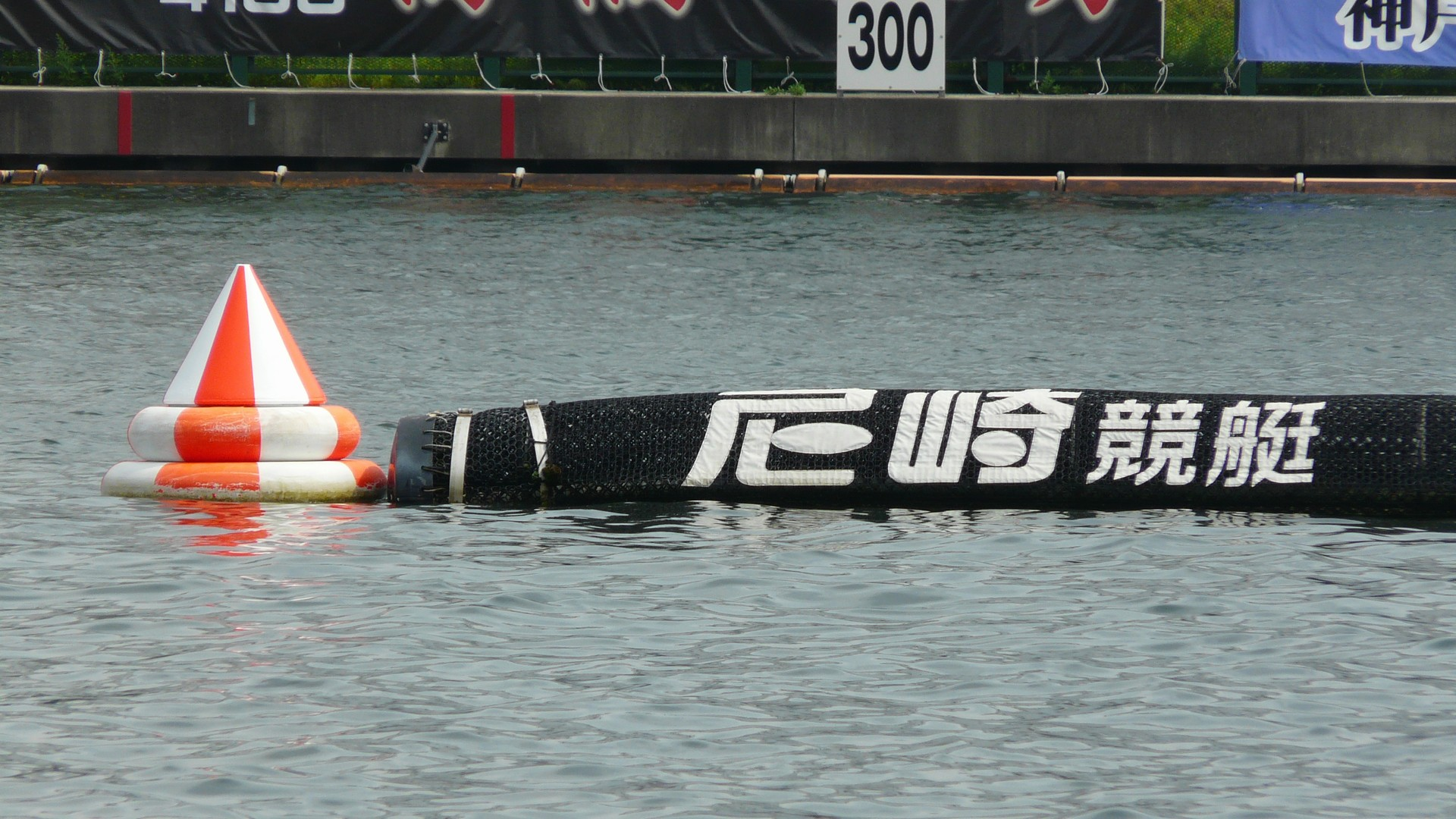
第2ターンマーク